# Hortlax kyrka
Hortlax kyrka är en kyrkobyggnad i Hortlax. Den är församlingskyrka i Hortlax församling i Luleå stift. Kyrkan ligger i en skogsglänta på en höjd med närliggande kyrkstad från 1920-talet. Kyrkstaden är den yngsta i Sverige och tillika den enda arkitektritade.

## Kyrkobyggnaden

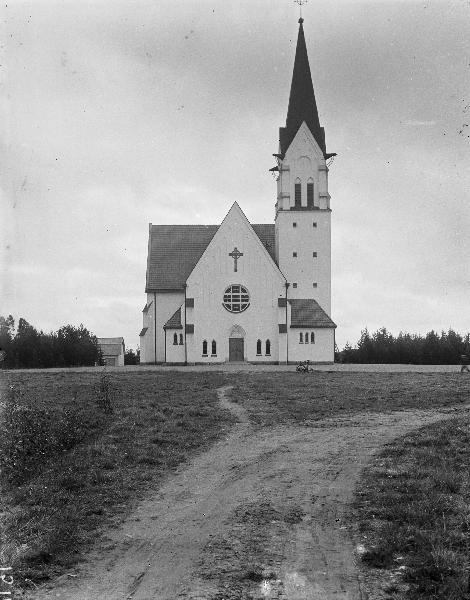
Kyrkan från söder.

Kyrkan, som färdigställdes 1917, har en stomme av tegel och vitputsade ytterväggar. Byggnadsstilen är en blandning mellan nygotik och jugend. Planformen är utformad som ett grekiskt kors med korta korsarmar. Vid norra delen finns koret, vid nordvästra korsvinkeln sakristian och vid sydöstra korsvinkeln ett kyrktorn i vars bottenvåning vapenhuset är inhyst. Den välbevarade exteriören har blinderingar i samtliga gavelrösten. Fönstren är huvudsakligen av två typer. Bottenvåningens fönster är höga och smala och sitter i grupper om två och tre. Fönstren i gavelröstena är större och enskilt placerade. Dessa är av två typer, dels höga och spetsbågiga, dels rundfönster. Tornets övre del har mot varje väderstreck en cirkelrund blindering och under denna en spetsbågig tvåfönstergrupp.
Kyrkorummets mittparti är täckt av ett stjärnvalv som dominerar interiören. Korsarmarnas innertak täcks av kryssvalv. Valvbågarna är dekorerade med schablonmålning. Alla korsarmar utom den norra med koret har läktare som vilar på träpelare i korsmitten. Bänkinredningen är öppen.

### Tillkomst och ombyggnader
Kyrkan uppfördes åren 1913-1917 och invigdes 16 juli 1917 av biskop Olof Bergqvist. Ritningarna var till största delen utförda av Edward Dahlbäck som några år senare gjorde ritningar till kyrkstaden. Arkitekt Georg A. Nilsson vid Överintendentsämbetet gjorde vissa ändringar av Dahlbäcks ritningar. En restaurering genomfördes 1936 under ledning av Eberhard Lovén då altaret byttes ut mot ett nytt och valvbågarnas målningar överkalkades. 1962 försågs orgelläktaren i södra korsarmen med en underbyggnad. Vid en renovering 1972 återställdes interiören till ursprunglig färgsättning och dekor under ledning av Åke Franzén. Valvbågarnas målningar togs då fram och restaurerades. Inredningen av trä målades om. Ursprungliga altaret togs fram och glasmålningen utförd 1916 av C.W. Pettersson sattes in i det stora korfönstret. Glasmålningen skildrar julevangeliet.

## Inventarier
- Första orgeln byggdes 1917 av orgelbyggare Alm och byggdes om 1943. En ny barockinspirerad orgel på 28 stämmor från Grönlunds Orgelbyggeri, Gammelstad invigdes 1975.

### Webbkällor
- Wikimedia Commons har media som rör Hortlax kyrka.
- anläggningspresentation
- byggnadspresentation
- Hortlax församling